# Proussy
Proussy é uma ex-comuna francesa na região administrativa da Normandia, no departamento de Calvados. Estendeu-se por uma área de 12,7 km². Em 2010 a comuna tinha 411 habitantes (densidade: 32,4 hab./km²).
Em 1 de janeiro de 2017 foi fundida com as comunas de Condé-sur-Noireau, La Chapelle-Engerbold, Lénault, Saint-Germain-du-Crioult e Saint-Pierre-la-Vieille para a criação da nova comuna de Condé-en-Normandie.